# Isquia
Isquia (en italiano Ischia) es la isla más grande del archipiélago napolitano y está dividida en seis municipios: Isquia, Casamicciola Terme, Lacco Ameno, Forio, Serrara Fontana y Barano d'Ischia, administrativamente situados en la provincia de Nápoles. En los últimos años, no obstante, ha nacido el proyecto del «municipio único» que prevé la institución de un solo municipio en lugar de los seis actuales. Este proyecto dio lugar a la fundación de la «Associazione per il Comune Único» el 11 de noviembre de 2001. Se trata de una isla volcánica del mar Tirreno, situada a la entrada existente en el extremo septentrional del golfo de Nápoles, en la región italiana de Campania. Es un importante centro turístico. Comprende 46,4 km² y tiene una población de 60 335 habitantes.

## Geografía

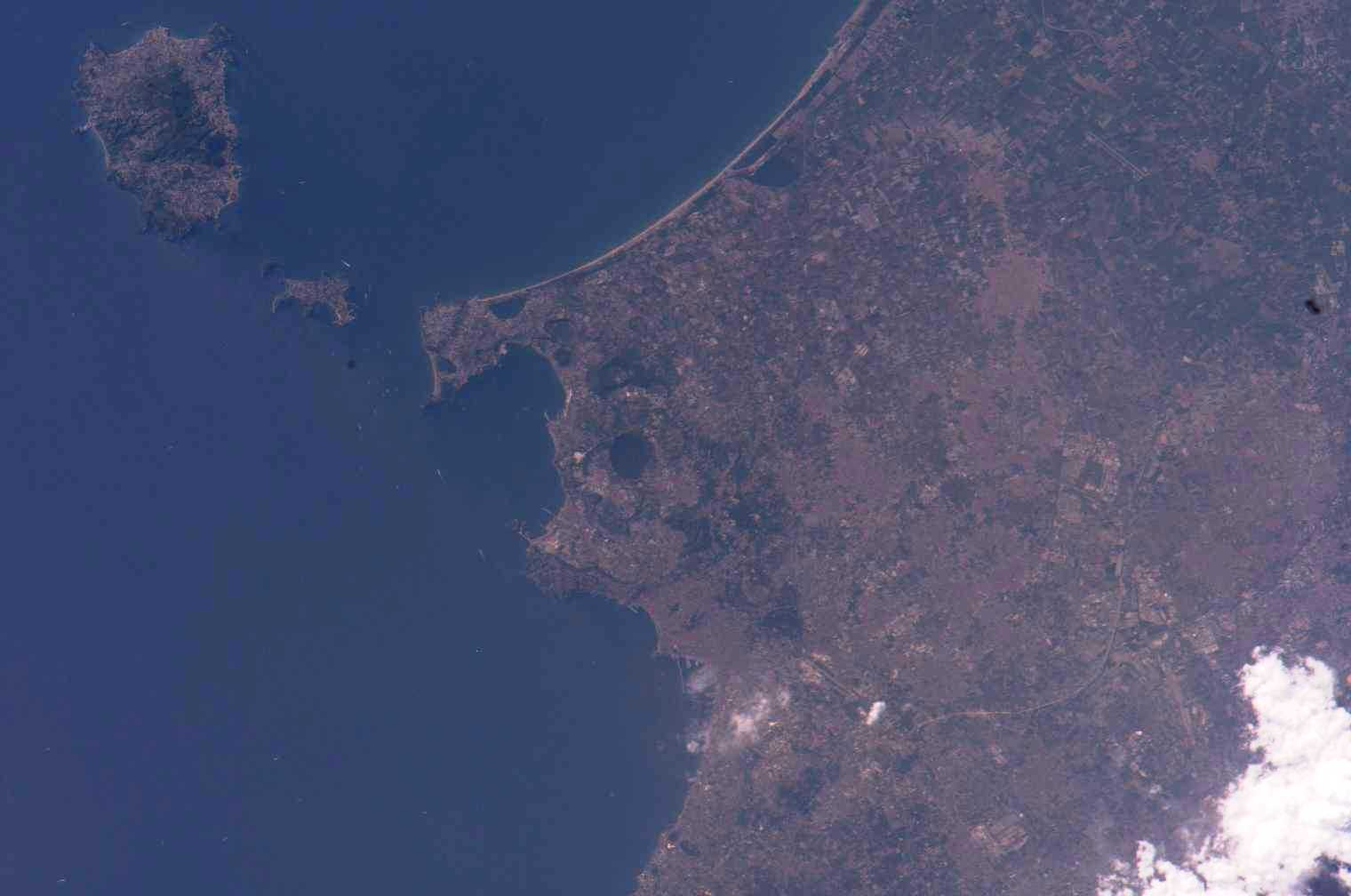
Isla de Isquia y Cabo Miseno desde el Espacio (NASA).

La isla es de origen volcánico, donde predominan las colinas, siendo el monte Epomeo el que constituye la cima máxima con 789 m de altura. Siendo rica en playas de arena y ensenadas, muchas de ellas ofrecen un fácil acceso tanto por tierra como por mar.
El clima es generalmente cálido y húmedo con una temperatura máxima de 38 °C en temporada alta. La extraordinaria posición geográfica de Isquia garantiza (a diferencia de otras localidades del golfo de Nápoles) un óptimo clima la mayor parte del año. Generalmente, el invierno es de temperatura media, con lluvias breves. Las estaciones intermedias son templadas y aún durante el verano (en el periodo de mayor calor) es fácil encontrar un ambiente fresco en las colinas de la isla.
Forio es la segunda localidad más importante de Isquia, por población y comercio. Se extiende en el centro de dos promontorios, Punta Caruso (en localidad de Zaro) y Punta Imperatore, entre playas consideradas las más bellas de la isla y el verde metálico de las viñas, que desde el monte Epomeo descienden en un escenario de incomparable belleza. Forio tiene una superficie de 13 km², con una población de 12 638 habitantes y una altitud que alcanza los 700 m en la zona de la Falanga. Se divide en dos fracciones: Forio y Panza, que a su vez están compuestas de otras zonas periféricas (Monterone, Cuotto, Cítara). Forio es la única localidad que conserva intacto el centro histórico con los vehículos, las iglesias, las torres de reconocimiento y los monumentos cuya estructura ha permanecido inalterada.

## Toponimia
Virgilio se refiere poéticamente a la isla como Inarime y más adelante como Arime Marciano Capella siguió a Virgilio aludiendo a Isquia con este nombre, el cual no fue, aun así, muy utilizado: los romanos la llamaron Aenaria, los griegos, Pitecusas. Plinio el Viejo deriva correctamente el nombre griego de los depósitos de arcilla locales, no de pithekos (mono) y explica que el nombre latino está conectado con la cabecera de playa de Eneas. El nombre aparece por primera vez en una carta del papa León III a Carlomagno en 813 (iscla de insula), aunque existe una polémica sobre el posible origen semítico de I-schra, "isla negra".

## Historia

### Antigüedad

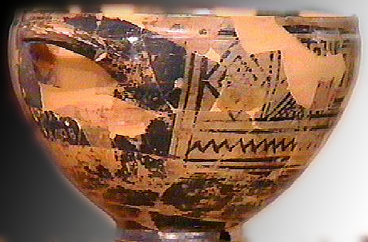
La Copa de Néstor, un escifo hallado en la necrópolis de la antigua Pitecusas, en la actual localidad de San Montano, municipio de Lacco Ameno.

El área de la acrópolis del Monte Vico estuvo habitada desde la Edad del Bronce micénica y como lo atestigua la cerámica de la Edad de Hierro. Eubeos de Eretria y Calcis llegaron en el siglo VIII a. C. para establecer un emporio para comerciar con los etruscos de tierra firme. Dada su situación en la bahía, el asentamiento de Pitecusas tuvo éxitos mediante el comercio de hierro con la tierra firme de Italia; en su época álgida, Pitecusas era el hogar de unas 10 000 personas.
El artefacto de cerámica eubea inscrito con la referencia de Copa de Néstor fue descubierta en una tumba de la isla en 1953. Hay grabadas en la copa unas pocas líneas escritas en alfabeto cumano. Data de circa el 730 a. C., y es la más antigua referencia escrita de la Ilíada y quizás el primer precursor que existe del alfabeto latino.
A mediados del siglo VIII a. C. la primera colonia griega de tierra firme fue fundada desde aquí, en la costa de Campania en Cumas, probablemente llamada así por la ciudad eubea de Cime, posiblemente por colonizadores que huían de la actividad volcánica —alrededor de 700 a. C. Pitecusas quedaba finalmente destruida por erupciones volcánicas—. En el 474 a. C. Hierón I de Siracusa fue para ayudar a los cumanos contra los etruscos y los derrotó en el mar. Él ocupó Isquia y las islas partenopeas y dejó atrás una guarnición para construir una fortaleza antes que la propia ciudad de Isquia. Esta aún existía en la Edad Media, pero la guarnición original huyó ante las erupciones del 470 a. C. y la isla fue tomada por los napolitanos.
Los romanos se apoderaron de Isquia y Nápoles en el 322 a. C.

### Era cristiana hasta el 1500
En el año 6 César Augusto restableció la isla a Nápoles a cambio de Capri. Isquia sufrió las invasiones bárbaras, siendo tomada primero por los hérulos, luego por los ostrogodos, y siendo al final absorbida por el Imperio romano oriental. Los bizantinos cedieron la isla a Nápoles en el 588 y hacia el 661 comenzó a ser administrada por un conde supeditado al duque de Nápoles. El área fue devastada por los sarracenos en el 813 y 847; en el 1004 fue ocupada por Enrique II de Alemania.

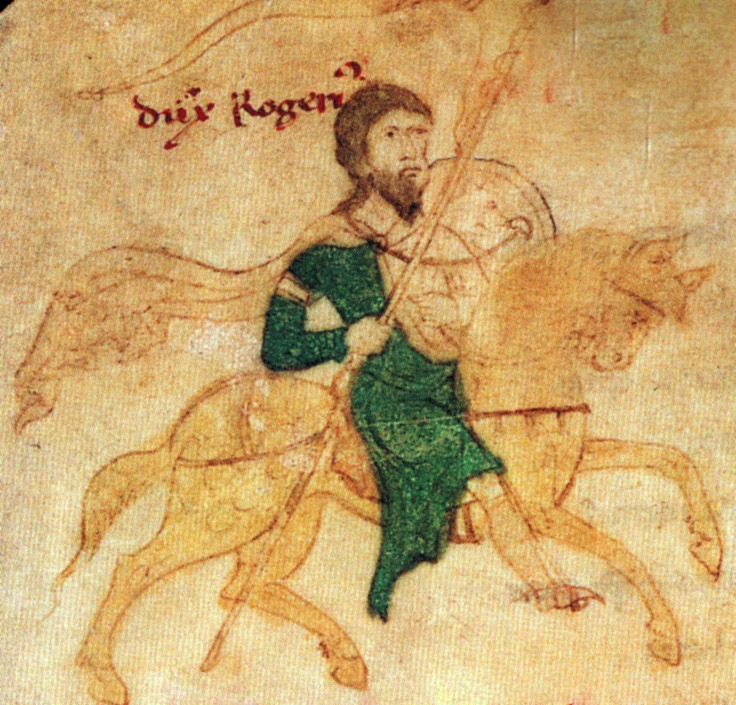
Rogelio el Normando saqueó la isla en 1135.

Los normandos de Rogelio II de Sicilia la tomaron en 1130 dando la administración de la isla al normando Alduyno de Candida nombrado Conde de Isquia. La isla fue asaltada por los pisanos en 1135 y 1137 y posteriormente cayó bajo los suevos y bajo el dominio de los angevinos. Tras las Vísperas sicilianas en 1282, la isla se rebeló, reconociendo a Pedro III de Aragón, pero fue retomada por los angevinos el año siguiente. Fue conquistada en 1284 por las fuerzas de Aragón y Carlos II de Anjou incapaces de volverla a tomar con éxito hasta 1299. 
Como consecuencia de las últimas erupciones en la isla, la población huyó a Bayas donde permanecieron durante cuatro años. En 1320 Roberto de Anjou y su mujer Sancia visitaron la isla y fueron hospedados por Cesare Sterlich, enviado por Carlos II desde la Santa Sede para gobernar la isla en 1306, y aquel llegó casi a los cien años de edad.
Isquia sufrió mucho en las luchas del periodo Angevino-Durazzano. Fue tomada por Carlo Durazzo en 1382, reconquistada por Luis II de Anjou en 1385 y aun así capturada otra vez por Ladislao de Durazzo en 1386. Fue saqueada por la flota del antipapa Juan XXIII bajo el mando de Gaspare Cossa en 1410 y reconquistada por Ladislao el año siguiente.

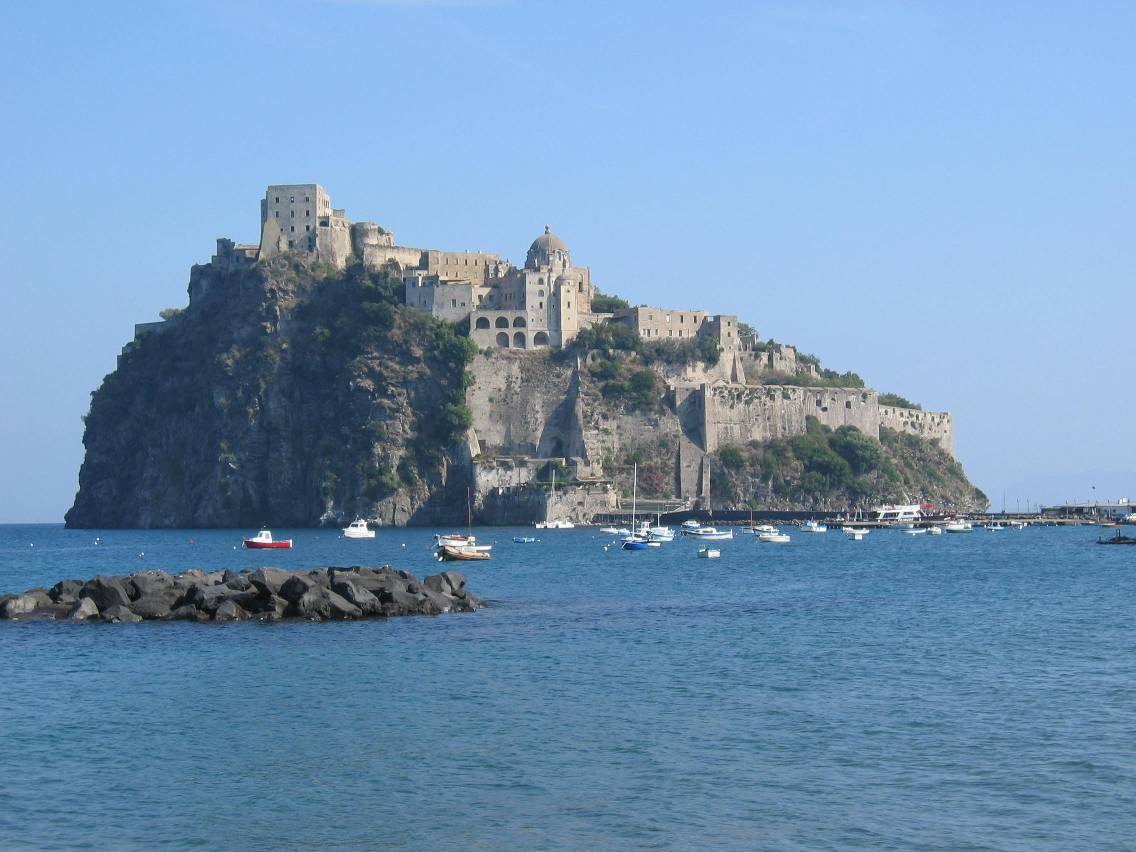
Castillo Corona de Aragón de Isquia.

En 1422 Juan II legó la isla a la hija adoptiva de su hermano Alfonso V de Aragón, pero cuando él cayó en desgracia, ella la reconquistó con la ayuda de Génova en 1424. En 1438 Alfonso recuperó el castillo y se distinguió al construir un puente para unir el castillo con el resto de la isla, realizando en el exterior una larga galería, y ambos aún pueden ser vistos actualmente. En 1442 dejó la isla a una de sus favoritas, Lucrecia d'Alagno, quien confió el gobierno a su cuñado Giovanni Torella. Tras la muerte de Alfonso en 1458, ellos devolvieron la isla al bando angevino. Fernando I de Nápoles ordenó a Alessandro Sforza que echara a Torella fuera del castillo y dio la isla, en 1462, a Garceraldo Requesens. En 1464, tras una breve insurrección Torellana, Marino Caracciolo fue el gobernador.
En febrero de 1495, con la llegada de Carlos VIII, Fernando II de Nápoles desembarcó en la isla y tomó posesión del castillo y, tras asesinar con sus propias manos al desleal conde Giusto di Candida, dejó la isla bajo el control de Innico D'Avalos, marqués de Pescara y del Vasto, quien hábilmente defendió la plaza de la flotilla francesa. Con él vino su hermana Costanza y con ellos dio inicio la dinastía D'Avalos, que permaneció en Isquia hasta 1700.

### 1500 - 1700

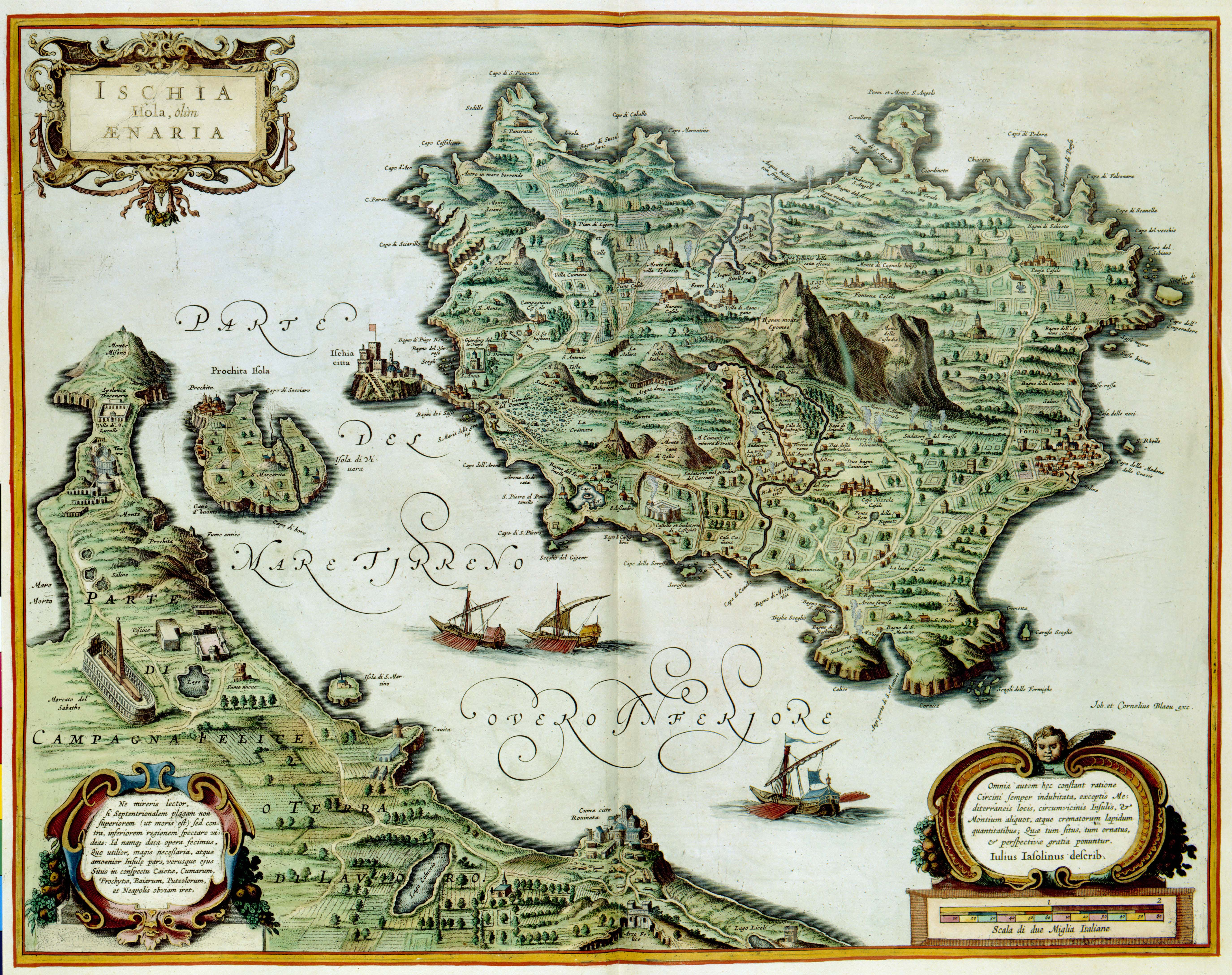
Mapa de Isquia (1640).

Durante todo el siglo XV, la isla sufrió las incursiones de los piratas y corsarios berberiscos. En 1543 y 1544 Khair ad Din, llamado Barbarroja, asoló la isla e hizo 4000 prisioneros. En 1548 y 1552, Isquia, fue acosada por su sucesor Dragut Rais. Con la creciente rareza y disminución de la dureza de los ataques piratas, el siguiente siglo y la construcción de mejores defensas, los isleños llegaron a aventurarse fuera del castillo, el cual desde entonces comenzó a ser el centro histórico de la ciudad de Isquia. Hasta el punto de que muchos de los habitantes que terminaron su cautiverio como esclavos de los piratas volvieron; el último que se sepa, fue capturado en 1796.
Durante la revolución de Tommaso Aniello (Masaniello) en 1647, hubo un conato de rebelión contra los terratenientes feudales.

### Desde elsigloXVIIhasta elXXI
Con la extinción del linaje D'Avalos en 1729, la isla volvió a un estatus de dependencia. En marzo de 1734 fue tomada por los Borbones y administrada por un gobernador real asentado dentro del castillo. La isla participó, en la corta vida de la República Napolitana que comenzó en marzo de 1799 pero el 3 de abril, el Comodoro Trowbridge, bajo del mando del almirante Nelson, redujo la revuelta de Isquia y de la vecina Procida. Por decreto del gobernador, muchos rebeldes fueron colgados en una plaza de Procida llamada, por ello, Piazza dei martiri (Plaza de los mártires). Entre ellos estaba Francesco Buonocore, que había recibido la isla, para administrarla, del general Championnet, desde Nápoles. El 13 de febrero de 1806, la isla fue ocupada por los franceses debido a un infructuoso ataque de los ingleses el 24 de enero.
El 28 de julio de 1883, un terremoto destruyó las poblaciones de Casamicciola Terme y Lacco Ameno. En él murió toda la familia de Benedetto Croce, a excepción de él mismo, que sobrevivió por poco, después de estar enterrado en escombros durante horas.

## Economía y turismo

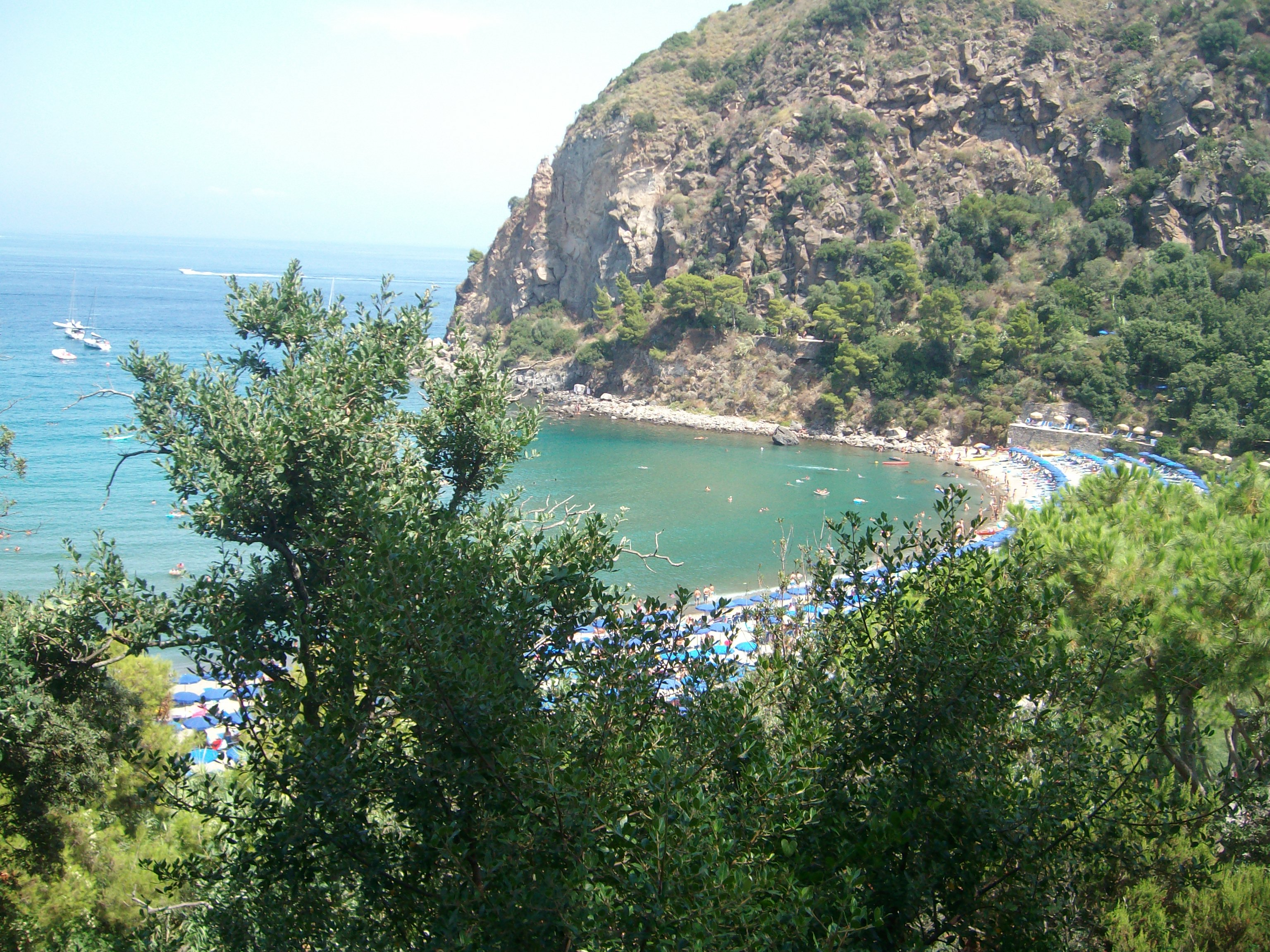
Bahía de San Montano.

Casamicciola es una ciudad termal cerca al mar, caracterizada por el mayor número de terremotos que allí se recuerda, a pesar de lo cual posee la mayor riqueza de fuentes termales. En 1956, Casamicciola ha integrado a su originario nombre la calificación de Centro Termal, debido a la fuerte presencia de fuentes termales. La mayor parte se encuentran en la localidad de "Castiglione", "La Rita" y a Plaza Bagni donde se ubican la mayor parte de los hoteles y centros termales. Algunas de las fuentes más importantes están en Gurgitello, Tamburro, Oro, Argento, Ferro, Occhio, Colata. Casamicciola se encuentra al primer puesto como centro de curas termales respecto a los otras poblaciones de la isla. En el siglo pasado ha sido frecuentada por personajes famosos como, Lamartine, Renan, Ibsen, y también Garibaldi. 
Precisamente el lunes, 22 de agosto de 2017, se produjo un terremoto siendo Casamicciola, en el norte de la isla, la localidad más afectada, justamente donde vivían atrapados tres hermanos de siete meses, ocho y 11 años de edad, que se han rescatado vivos por los bomberos. Alrededor de 2000 personas han debido abandonar su vivienda, donde se han registrado dos mujeres, víctimas mortales.

## Lugares de interés

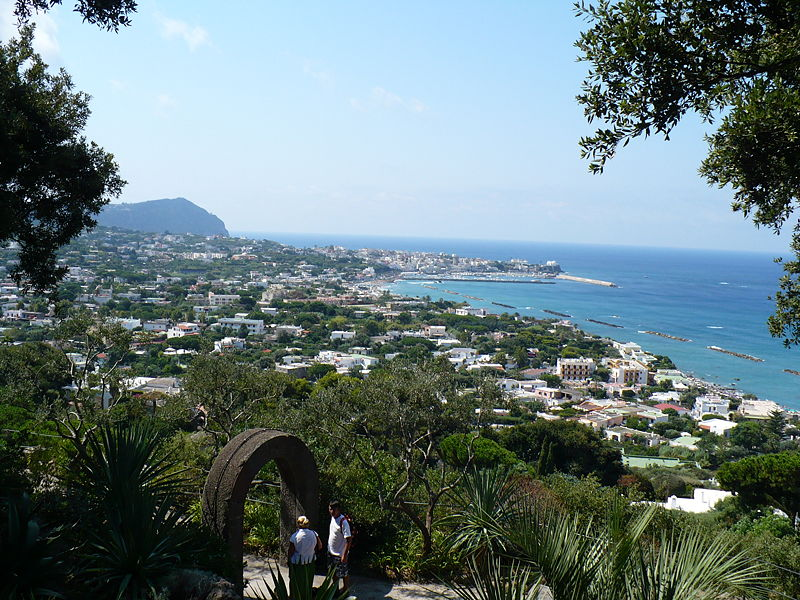
Vista de Forio desde el parque de La Mortella.

- Villa La Colombaia (Lacco Ameno - Forio)

La Villa, rodea de un parque, fue construida para Luigi Patalano famoso socialista y periodista local. Actualmente es el centro cultural de la Institución dedicada a Visconti, la cual promueve actividades culturales de música, cine, teatro, exposiciones de arte, talleres, revistas cinematográficas. Un museo dedicado a Luchino Visconti. La Villa y el Parque están abiertos al público. 
- Villa La Mortella (Forio - San Francesco)

Este parque está en Forio de Isquia y fue originalmente propiedad del compositor inglés William Walton, quien vivió al lado de la Villa con su mujer. Cuando el compositor llegó a la isla en 1946, llamó inmediatamente a expertos botánicos de Inglaterra para planificar el jardín, plantando plantas tropicales y mediterráneas, alcanzan hoy asombrosas proporciones.
- Castillo aragonés

## Curiosidades
En 1948, el autor americano Truman Capote se hospedó en la habitación número 3 de la Pensione Lustro de la ciudad de Forio, de la isla. Escribió un ensayo sobre su estancia allí, que fue publicado en 1950 por Random House.
En 1885, poco después del terremoto, el escritor francés Guy de Maupassant paseó por la isla. Describió sus impresiones sobre los efectos del terremoto en el artículo "Isquia", publicado en el semanario Gil Blas el 12 de mayo de 1885.
En Isquia está ambientada la película ¿Qué ocurrió entre mi padre y tu madre? (cuyo título original es Avanti!), de 1972.
En Isquia se filmaron partes de la película "El talentoso señor Ripley" (1999), basado en la novela homónima de Patricia Highsmith, protagonizada por Matt Damon, Jude Law y Gwyneth Paltrow. La película al año siguiente obtuvo 5 nominaciones al Oscar.
En la isla de Isquia se han rodado muchas de las escenas de las dos temporadas de la serie italo-americana "La amiga estupenda" (2018), basada en la novela homónima de Elena Ferrante y dirigida por Saverio Costanzo.

## Asociaciones y voluntariado
Las actividades de voluntariado en Isquia son muy diversas. Entre los comités y asociaciones que trabajan para promover la zona turística y prestación de servicios y actividades para los residentes cabe mencionar:
- Accaparlante Società Cooperativa Sociale, Via Sant'Alessandro
- Associazione Donatori Volontari di Sangue, Via Iasolino, 1
- Associazione Nemo per la Diffusione della Cultura del Mare. Sede Legale via Regina Elena, 75 Cellulare: 366-1270197
- Associazione Progetto Emmaus, Via Acquedotto, 65
- A.V.I. Associazione Volontariato e Protezione Civile Isola D'Ischia, Via Delle Terme, 88
- Cooperativa Sociale Arkè onlus, Via delle Terme, 76/R Teléfono: 081-981342
- Cooperativa Sociale Asat Ischia onlus, Via delle Terme, 76/R Teléfono: 081-3334228
- Cooperativa Sociale kairòs onlus, Via delle Terme, 76/R
- Kalimera Società Cooperativa Sociale, Via Fondo Bosso, 20
- Pan Assoverdi Salvanatura, Via Delle Terme, 53/C
- Prima Ischia - Onlus, Via Iasolino, 102